# National Film Corporation of America

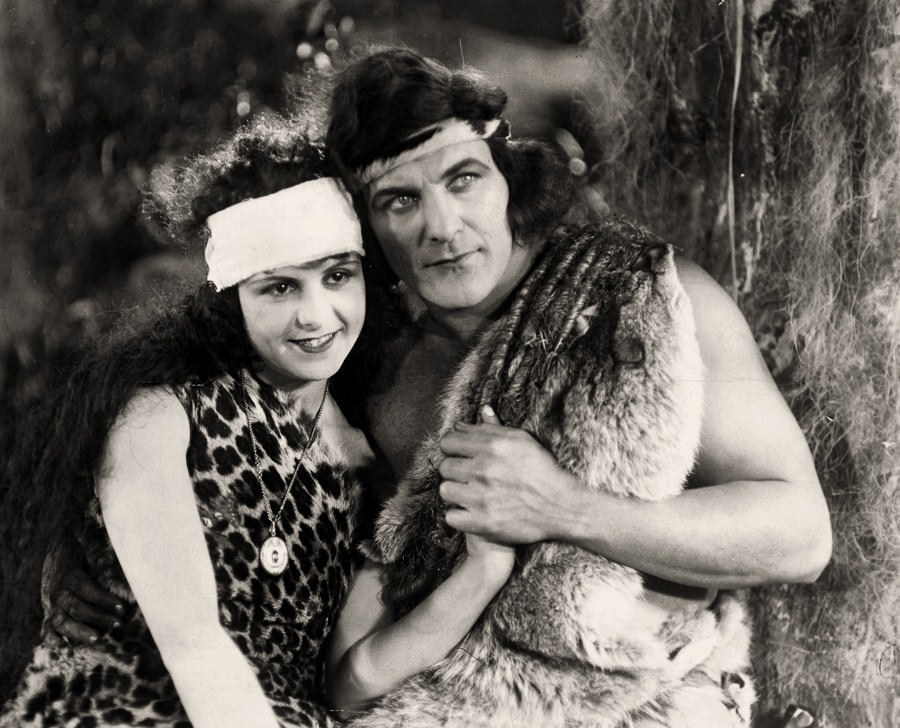
Cena de Elmo Lincoln e Enid Markey no filme The Romance of Tarzan, de 1918, produzido pela National Film.

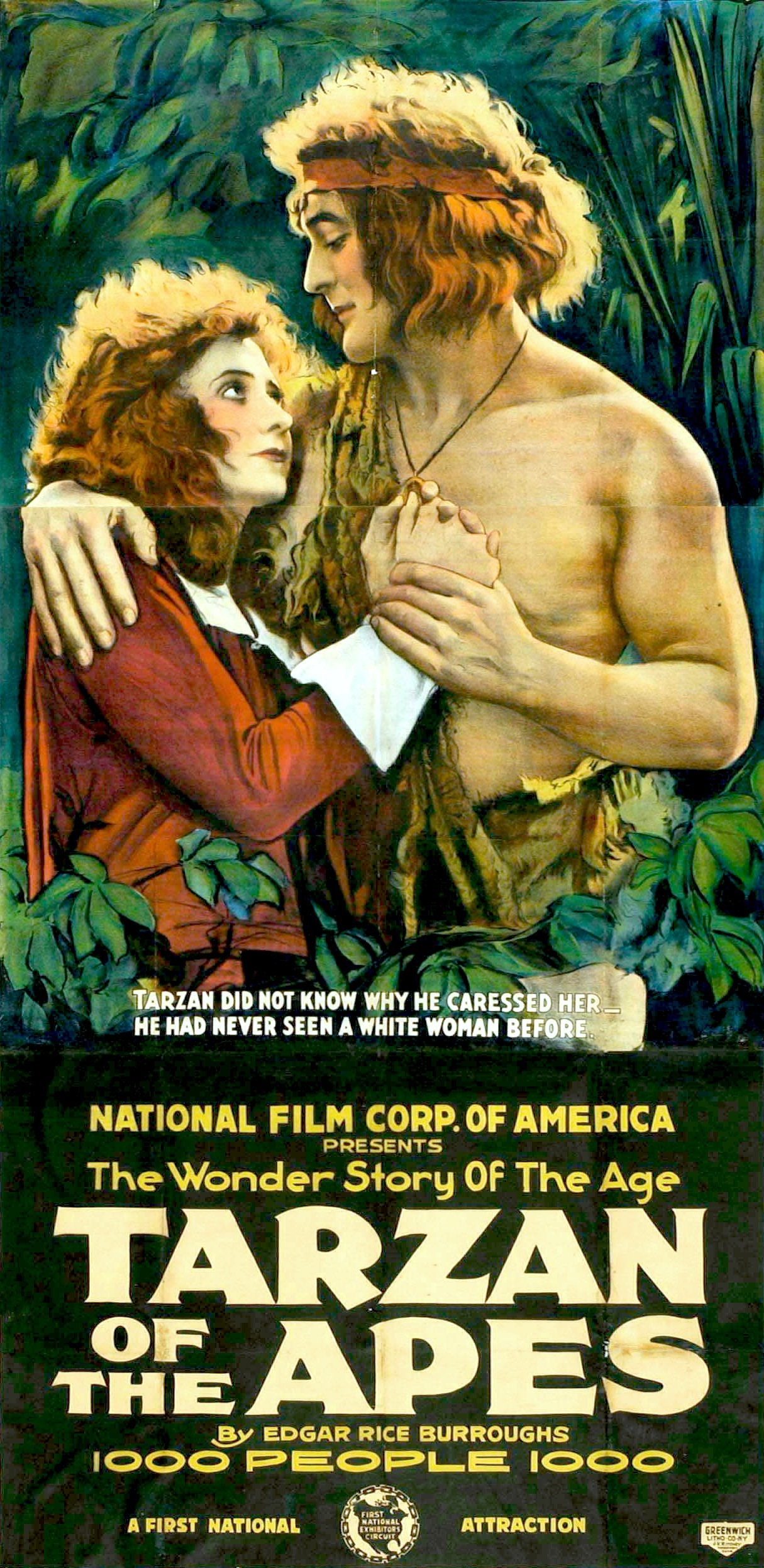
Cartaz do filme Tarzan of the Apes, de 1918, estrelado por Elmo Lincoln e Enid Markey.

National Film Corporation of America foi uma companhia cinematográfica estadunidense da era do cinema mudo. Foi fundada pelo ator e comediante William Parsons em 1915 e encerrou suas atividades em 1923. Seus filmes eram distribuídos pela The General Film Company Incorporated, e pela Arrow Film Corporation.

## Histórico
A National Film foi fundada em 1915 por William Parsons, e em 1918, devido a uma parceria com Isadore Bernstein, a National expandiu sua produção e passou a ocupar o espaço dos antigos estúdios da Oz Film Manufacturing Company (1914-1915), e da Famous Players-Lasky, na esquina de Santa Monica Boulevard e Gower Street (1116 Lodi Place). William Parsons era também o astro das comédias produzidas pelo estúdio, as “Smiling Bill Parsons” Comedies, creditadas sob o título Capitol Comedies. Uma das atrizes que defendiam o papel feminino nas comédias era Billie Rodhes, que foi esposa de William Parsons. No início, muitas comédias eram creditadas sob o título Clover Comedies.
O estúdio teve 113 produções, a primeira produção foi The Tale of the Night Before (1915), estrelado por Parsons, e a última foi The Medicine Hat, lançado em abril de 1924, porém seus filmes mais lembrados foram os três filmes de Tarzan: Tarzan of the Apes (1918), The Romance of Tarzan (1918) e o seriado The Son of Tarzan (1920). Em 1923 a companhia encerrou suas atividades.
William Parsons faleceu em 28 de setembro de 1919, e a presidência da companhia foi ocupada por Harry M. Rubey, que adquiriu o direito de filmar The Son of Tarzan em 14 de novembro de 1919.

## Filmografia parcial
- The Tale of the Night Before (1915)
- Bill's Baby (1918)
- Tarzan of the Apes[9] (1918)
- The Romance of Tarzan (1918)
- The Sea Wolf (1919)
- Lightning Bryce (seriado, 1919)
- The Long Arm of Mannister (1919)
- A Much Needed Rest (1919)
- The Son of Tarzan (seriado, 1920)
- The Medicine Hat (1924)